# Telsey
Telsey è stata un'azienda fondata nel 1993 da Andrea Bosio e Mauro Fantin, produttrice di dispositivi di rete per computer.

## Storia
L'azienda venne fondata per occuparsi di schede di controllo e sistemi di allarme su fibre ottiche. Nel 1999 l'azienda si dedicò alle nuove tecnologie e nuove forme di comunicazione.
Nel periodo di massima espansione, Telsey, tra l'altro, apre sedi commerciali e/o operative in Norvegia, Spagna e Inghilterra. In Italia, oltre alla sede centrale di Quinto di Treviso, vengono aperte sedi a Milano e a San Giorgio del Sannio, dove viene fondato un laboratorio di ricerca e sviluppo in stretta collaborazione con l'Università degli Studi del Sannio e la Provincia di Benevento 
Dal mese di giugno 2010 la Telsey è al centro dei riflettori per la chiusura anomala della sede di San Giorgio del Sannio e per il licenziamento di buona parte dei suoi dipendenti, tranne i fondatori di Alfadigit, azienda sorta nei giorni più caldi delle trattative sindacali.
Nell'agosto 2011 Telsey S.p.A. fallisce.